# Sóc chuột Siberia
Eutamias sibiricus là một loài động vật có vú trong họ Sóc, bộ Gặm nhấm. Loài này được Laxmann mô tả năm 1769. Loài này phân bố ở Bắc Á từ miền trung Nga đến Trung Quốc. Hàn Quốc, và Hokkaidō ở miền bắc Nhật Bản.

## Hình ảnh

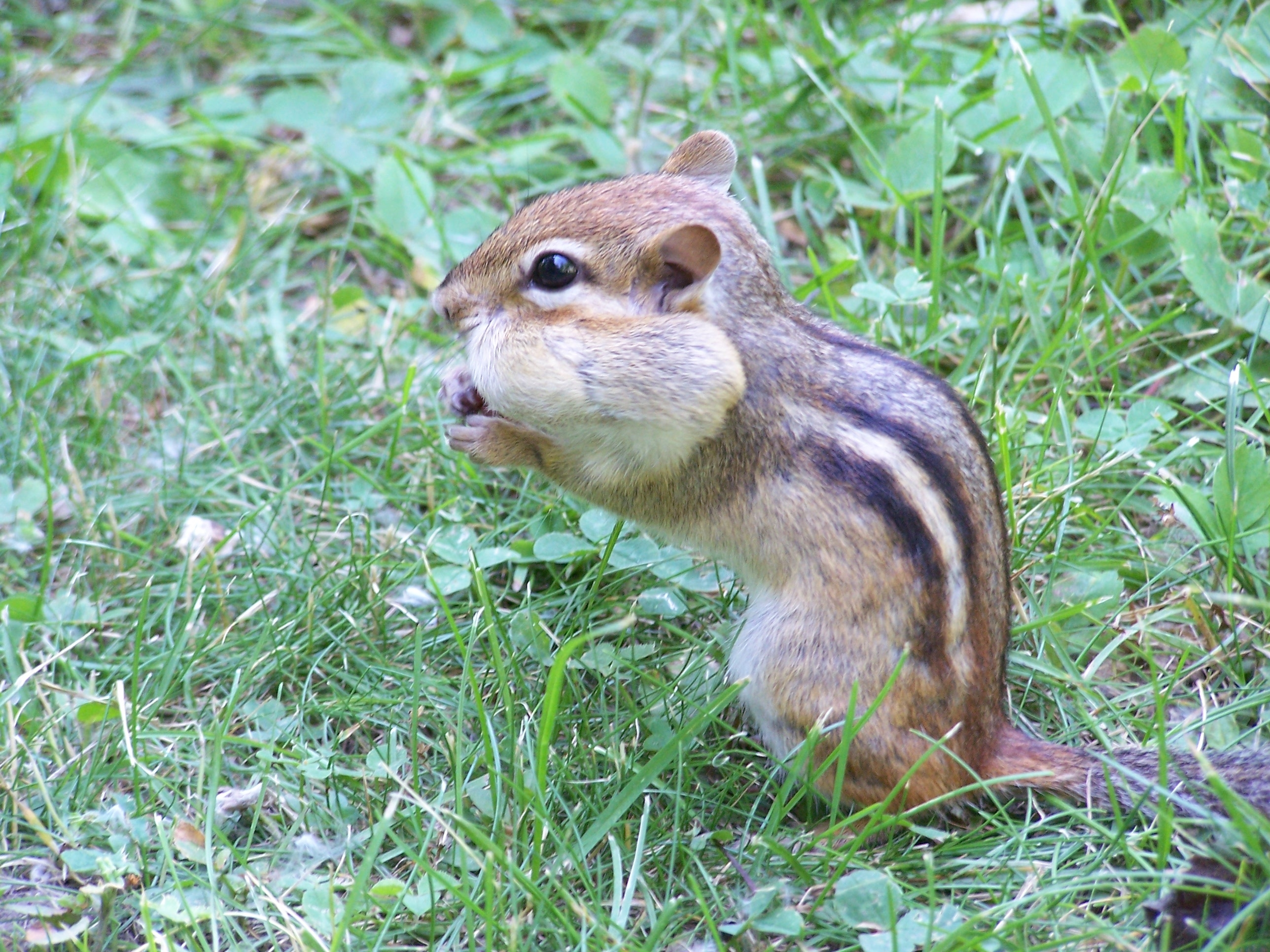
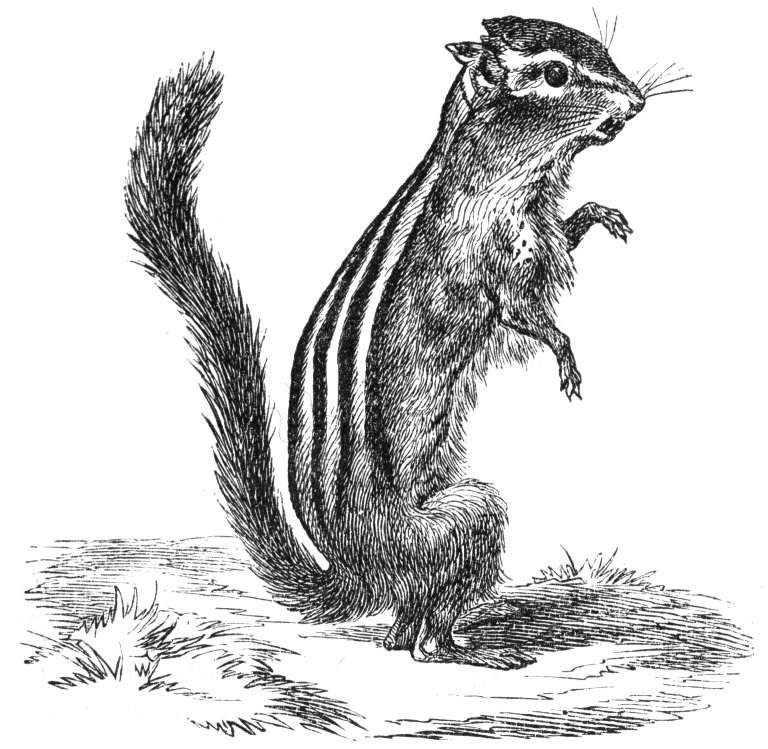
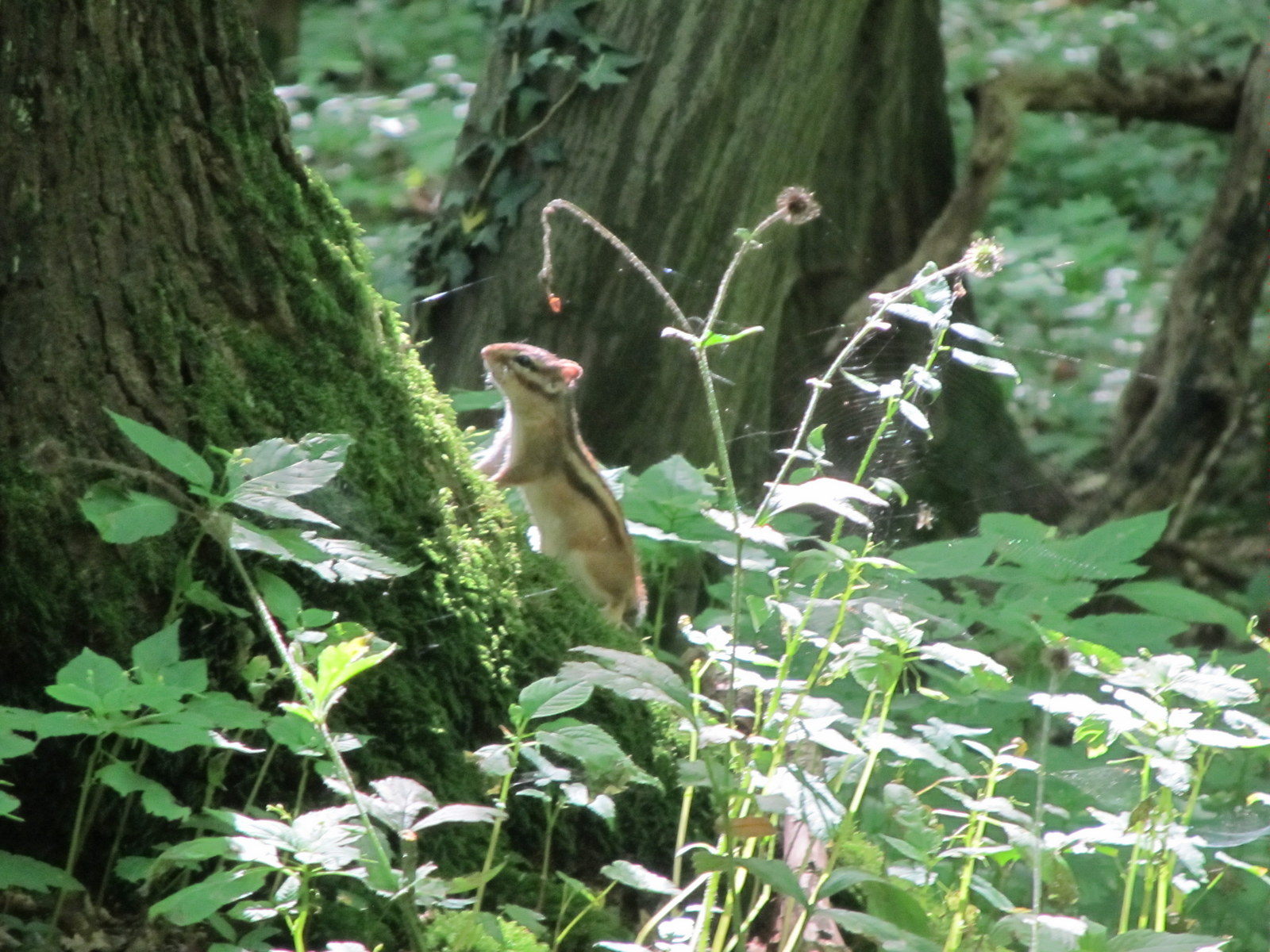
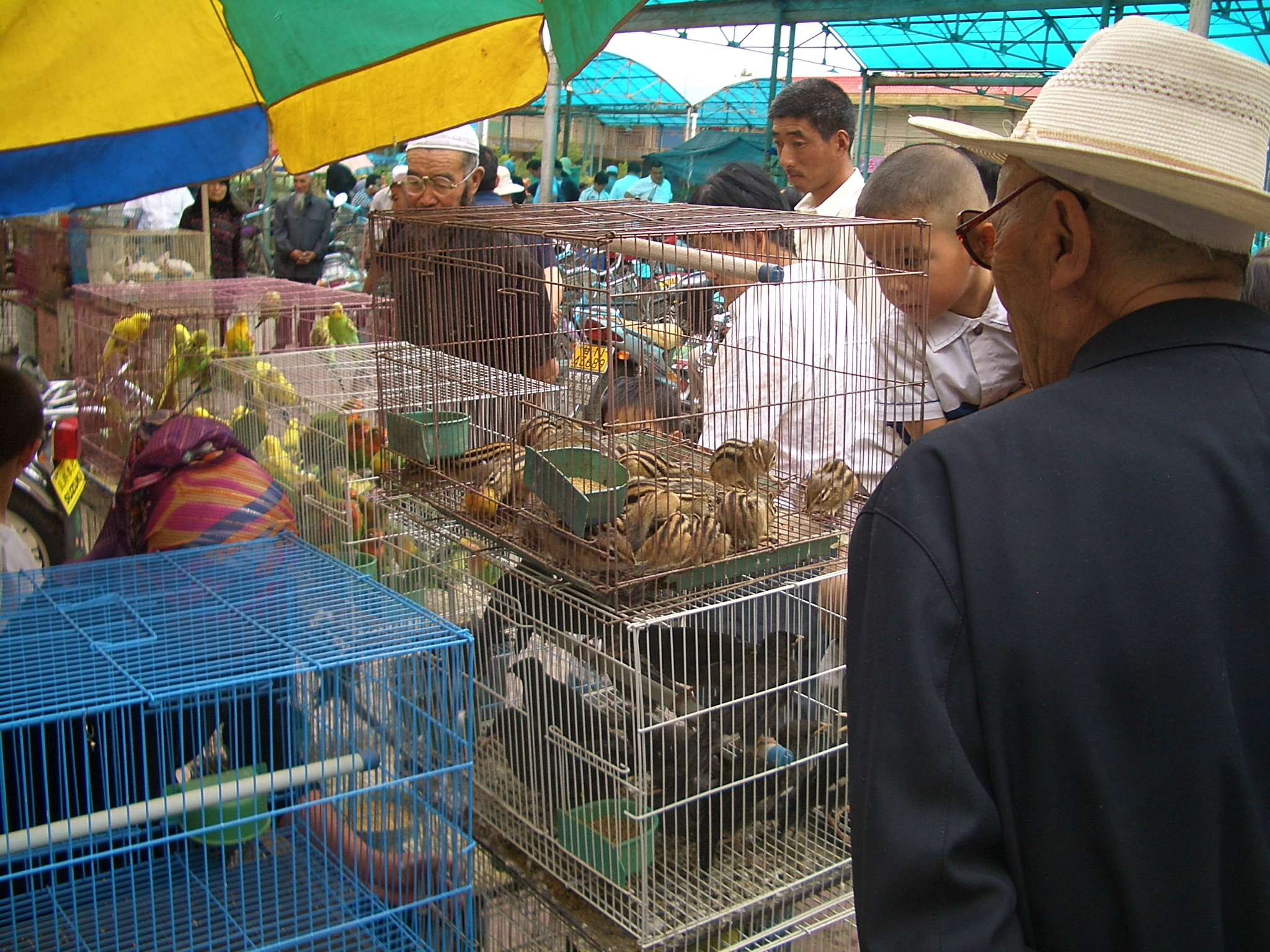

## Phân loài[3]
- E. s. sibiricus
- E. s. asiaticus
- E. s. lineatus
- E. s. okadae
- E. s. ordinalis
- E. s. orientalis
- E. s. pallasi
- E. s. senescens
- E. s. umbrosus